# Club de Fútbol Zacatepec Siglo XXI
O Club de Fútbol Zacatepec Siglo XXI foi um clube de futebol com sede em Zacatepec, México. A equipe competia na Liga de Ascenso.

## História
O Club Zacatepec foi um dos times com maior tradição no futebol mexicano, sendo um dos primeiros times a ascender à atual primeira divisão mexicana (Liga Bancomer BBVA MX) mas sendo em 1950-1951 quando conquistou o campeonato da recém-fundada 2° divisão, já que em 1920 não existia o município de Zacatepec, foi criado em dezembro de 1938.
Liderado por Ignacio Trelles, o time conquistou o primeiro título da recém-criada Segunda Divisão durante a campanha de 1950-51. O que lhe valeu o direito de participar do Campeonato Nacional da Primeira Divisão. Em 1951-52 o clube passou a ocupar o lugar do descendente Clube San Sebastián da cidade de León, Guanajuato. Em duas temporadas de liquidação na divisão mais alta foram suficientes para alcançar o vice-campeonato em 1953.
Na temporada 1954-1955, o time sagrou-se campeão mexicano de futebol pela primeira vez, terminando na primeira colocação da tabela geral, à frente do Club Deportivo Guadalajara.
Na temporada 1957-1958, os Cañeros conquistaram o bicampeonato com gols de Carlos Lara, El Charro e Genaro Tedesco, segundo artilheiro do time. Esses jogadores de origem argentina deram ao Zacatepec três títulos: Campeão da Liga, Campeão da Copa e Campeão dos Campeões. Carlos Lara foi tricampeão artilheiro marcando 112 gols durante sua passagem pelos Cañeros, Genaro Tedesco com 78 gols e 37 assistências foi o segundo artilheiro da equipe. Mais uma vez, Ignacio Trelles foi quem dirigiu os destinos da equipe do banco. O Zacatepec teve o melhor início de temporada da história do futebol mexicano durante a campanha 1957-1958, venceu os primeiros 6 jogos e permaneceu invicto nas primeiras 17 datas do campeonato, perdeu a invencibilidade até a 18ª rodada, quando perdeu por 2-3 contra o Atlas.
A equipe foi rebaixada pela primeira vez em 31 de dezembro de 1961 e lá permaneceu até a temporada seguinte de 1962/63, onde conquistou o campeonato da segunda divisão e assim voltou à primeira divisão. Na temporada 1965/66 foi rebaixado novamente e não voltaria à Primeira Divisão até conquistar o terceiro campeonato da Segunda Divisão na temporada 1969-1970. Naquela ocasião não houve rebaixamento na Primeira Divisão, aumentando os times de 16 para 18 e o Zacatepec era o time nº 17 e o Camoteros del Puebla, que havia conquistado uma promoção, era o time nº 18. Esta equipa recém-promovida era muito forte e contava com jogadores de qualidade não conhecidos na Primeira Divisão: Moisés Camacho como guarda-redes que viria a ser o chefe da Seleção anos mais tarde, Rito Sotelo que tinha um canhão na perna direita, El Diablo Cirilo Peralta atacante muito perigoso e eficaz nos chutes, Topi Flores, Elías Muñoz, Rubén Anguiano apoiados por duas seleções mexicanas que haviam sido demitidas do América por problemas com o técnico do Cremas, José Antonio Roca: os zagueiros centrais El Fierros Gabriel Núñez e El Chalo Javier Rocky
Na temporada 1976/77 voltou a sofrer o terceiro rebaixamento no circuito máximo, mas rapidamente conseguiu subir na temporada seguinte 1977-1978 após ter conquistado o tetracampeonato da segunda divisão mexicana. Depois de quatro temporadas na primeira divisão em 1978/83, o time voltou a sofrer o quarto rebaixamento de sua história, mas rapidamente voltou ao circuito principal novamente na temporada seguinte de 1983/84, após conquistar o pentacampeonato e o último até o momento da segunda divisão mexicana.
Infelizmente na temporada 1984-1985, o time verdiblanco perdeu a categoria ao disputar algumas partidas contra o clube Necaxa, os rojiblancos triunfaram por 2 a 1 no Estádio Azteca, sendo Eligio Urieta o último artilheiro da Primeira Divisão. Pela revanche na “Selva Cañera”, o goleiro Adrián Chávez defendeu um pênalti do ídolo canavieiro Mario “Harapos” Morales, os eletricistas voltaram a vencer desta vez por 1 a 0. O final da partida foi ofuscado por uma grave problema nas arquibancadas, em que a torcida invadiu o campo de jogo, cortou os gols e com pedras quebrou o placar eletrônico, que até a reforma do estádio (2014) não voltou a funcionar.
Na década de 90 o time chegou a três finais e em nenhuma delas o objetivo do acesso foi cumprido. A primeira foi na temporada 91-92 contra o clube Tuzos de Pachuca, a partida foi realizada no Estádio Revolution. No jogo de ida, o Zacatepec havia vencido por 1 a 0, mas no jogo de volta, o Pachuca empatou o jogo. No caso dos pênaltis, foram necessárias cerca de duas dúzias de pênaltis para determinar o vencedor. O Pachuca venceu por 11 a 10.
No Campeonato de Verão de 1998, Zacatepec voltou às finais, agora enfrentaria o Tigrillos. Se o Zacatepec vencesse a final, ficaria com meio ingresso, já que o Pachuca havia conquistado o campeonato uma temporada antes contra o Zacatecas.
Na ida o Tigrillos começou vencendo com um gol de Danilo Tosello, depois Zacatepec responderia com Armando "Piri" Vara com um gol de chute indireto. O outro gol foi pelo 2 a 1 pelo falecido colombiano Niver Arboleda.
No final do primeiro tempo, Tigrillos cobrou falta dentro da área, mas Danilo Tosello errou o pênalti graças a boa defesa de Fernando Piña. O 3 a 1 favorável ao time de Zacatepec foi por intermédio de Lupillo García.
O segundo jogo da série aconteceu no estádio Universitario de Monterrey. Tigrillos precisou de 3 gols para deixar Zacatepec de fora: Os donos da casa começaram a superar o placar: 1 a 0,  Gol de Danilo Tosello aos 24 minutos. E para o Segundo Tempo: 2 a 0, gol marcado por Juan Carlos Franco, minuto 70 3-0, Gol de Juan Guerra aos 78 minutos.
No inverno de 1999 o Zacatepec teve outra final e foi a última até agora: Zacatepec - Freseros de Irapuato. Esta final foi desastrosa para os Cañeros, que começaram a série perdendo em casa por 3 a 1. Na segunda mão, o Zacatepec conseguiu empatar em 2 a 2, mas a coroa e posterior acesso foi para o Irapuato.
O último dono Juan Antonio Hernández, que também era dono do Toros Neza, reunia grupos de hierarquia, gente como o goleiro paraguaio La Bomba Rubén Ruíz Díaz, El Turco Antonio Mohamed, Andrés Silva, o hondurenho Amado Guevara, Jorge Jerez. Embora chegassem jogadores com experiência no circuito máximo, aos poucos o empresário automotivo retirou a tradicional faixa verde da camisa, substituindo-a por um leão gigante atravessado no peito, deixando também de lado o característico escudo com o “Z”. Mas o resultado desejado não se concretizou, então o Apertura 2003 foi o último torneio que a franquia original disputou em Zacatepec.
A equipe mudou-se primeiro para o município vizinho de Xochitepec, e eles foram chamados de "Leones de Morelos", e para o Apertura de 2004 eles mudaram novamente de residência para ser o Gallos Blancos de Querétaro, uma das muitas equipes com esse nome. estava radicado naquela cidade.
No Clausura 2006, a empresa formada pelo empresário tauromáquico Rafael Herrerías, (que já havia se aventurado no futebol nacional com os Tiburones Rojos de Veracruz) e Club América, decidiu levar o "Águilas de la Riviera Maya", já que devido ao danos ocorridos na área do Caribe devido ao furacão em 2005, a equipe da subsidiária Azulcrema não tinha um estádio adequado para jogar na divisão de promoção.
Assim, com o apoio futebolístico do Club América, Zacatepec voltou a ter o futebol no circuito de prata, pessoas como Moctezuma Serrato, Sigifredo Mercado (jogador mexicano da Copa do Mundo em 2002), Manuel Ríos, Víctor Santibañez, Alejandro Argüello, Juan de Dios Ibarra, Diego Pérez Taibo, ficou encarregado de continuar o legado da faixa verde.
No Apertura 2006, a sociedade Plaza México-Club América foi dissolvida, então o projeto "Socio Águila" assumiu a equipe Verdiblanco, no dia 1 no jogo contra o Pumas Morelos, a diretoria desenhou um desenho que ia contra todas as cana-de-açúcar tradição, já que o time entrou em campo com o desenho do uniforme americanista dos anos 80, ação que gerou a antipatia geral da torcida e os donos do time resolveram mudar seu nome e local para chamá-lo de "Socio Águila F.C.
Paralelamente ao time "Primera A", um grupo de canavieiros começou apoiando um time juvenil, que primeiro competiu localmente, unindo forças para formar a Promotora Deportiva Zacatepec S.C. e conquistou uma franquia na Terceira Divisão. Profissional.
Os resultados esportivos foram evidentes, quase de imediato, já que no torneio Clausura 2007, os jovens comandados por uma grande figura, a ex-seleção Mario Hernández Calderón, chegaram às semifinais de promoção, vencendo mais de 200 seleções que então competiam no Campeonato Terceira Divisão.
A peculiaridade deste “novo Zacatepec” é que o clube não possui um único dono, já que qualquer pessoa que desejar fazer parte deste projeto pode adquirir um pacote de cotas, e automaticamente se torna dono do time em parte proporcional. O esquema é único no México, já que todos os clubes profissionais de qualquer divisão pertencem a um particular. As contribuições dos sócios são as que sustentam a equipe. O projeto busca subir de divisão de forma esportiva e sendo o time do povo, a ideia é que a permanência na praça seja garantida; isso através do promotor.
Depois de estar na terceira divisão mexicana por 6 anos e após ser eliminado na 16ª rodada pela equipe Texcoco na temporada 2010-2011 da terceira divisão mexicana, a Promotora Deportiva Zacatepec S.C. Ele se esforçou e conseguiu comprar uma franquia na Liga de Novos Talentos da Segunda Divisão do México. Entre as temporadas 2011-2012 e 2015-2016, a Promotora manteve suas franquias da 3ª e 2ª Divisão. Desde a temporada 2016-2017, mantém apenas a 3ª franquia na competição. Division, denominado "Selva Cañera", sendo este o único time de futebol profissional do México que pertence por escritura pública a seus torcedores, ou seja, aos sócios da Promotora Deportiva Zacatepec S.C. Devido à presença da equipe Ascenso, a equipe do Promotor teve que mudar constantemente de sede de acordo com as condições esportivas e econômicas oferecidas, desde 2019 jogou em casa na Unidad Deportiva La Perseverancia de Jojutla, pelo que a equipe é alternativamente conhecida por o nome de Cañeros Jojutla.
Posteriormente romperam relações com o presidente municipal de Jojutla para ir jogar em Tlaquiltenango na Unidade Desportiva Roberto Monito Rodriguez como local, renomeando-se "Cañeros del Zacatepec", mas com o nome registrado na FMF como Selva Cañera porque jogariam em El Estadio Agustín Coruco Díaz, mas devido a divergências e más decisões do governador morelense, não puderam jogar em Coruco Díaz, hoje como disse antes, jogam em Tlaquiltenango.
Três grandes conquistas do Promotor Desportivo Zacatepec S.C. foram: 1) Manter Zacatepec presente na mídia futebolística nacional e continental de agosto de 2008 a dezembro de 2012 através da transmissão da rede Fox Sports Cono Norte chamada "Zacatepec, Al Rescate de los Cañeros" 2) Conseguir em maio de 2014, o primeiro Campeonato Nacional FMF por um representante de Zacatepec desde 1984, além de uma consistência nas vitórias esportivas entre 2007 e 2015 que sempre manteve os torcedores dessas equipes juvenis, e alcançou assistências próximas a 10.000 torcedores. nas fases da Liguilla no antigo "Coruco Díaz ", deixando claro o grande potencial comercial que o Clube Zacatepec continuou a ter. 3) Alcançar a união entre torcedores, autoridades e sociedade morelense para abrir caminho para importantes investimentos privados e governamentais durante os anos de 2012 a 2014, o que significou uma reconstrução completa do mítico estádio "Agustín 'Coruco' Díaz" e a devolução do " Fútbol Cañero" para o circuito "Ascenso MX" (segundo nível da competição de futebol profissional no México).
Após a mudança no Governo do Estado de Morelos ocorrida em 2012, o empresário de marketing farmacêutico Víctor Sánchez Ayala comprou a franquia Club Irapuato que jogava na Liga de Promoção, motivo pelo qual os produtores de morangos mudaram sua sede para Zacatepec, e Club Zacatepec conseguiu uma vaga no Ascenso MX com o elenco que Irapuato tinha mais os jogadores que o novo técnico Guillermo Huerta (amigo pessoal do empresário Víctor Sánchez) tinha na Liga Premier.
Nos torneios de Abertura de 2013 e Encerramento de 2014, o Clube denominado "Zacatepec 1948" disputou a Liga Mexicana de Promoção no Estádio Centenário, enquanto reformava o Estádio Agustín Coruco Díaz.
O Zacatepec 1948 perdeu a categoria ao descer para a Segunda Divisão do México no Clausura 2014, depois de fazer uma temporada ruim e na última jornada do torneio, perdeu por 4 a 0 para o Altamira. Já o Ballenas Galeana, time do mesmo estado e também disputando o não rebaixamento, venceu o Celaya por 1 a 0 e com isso o Zacatepec perdeu a categoria.
No entanto, algumas semanas após a confirmação do rebaixamento, a diretoria do Cruz Azul fechou a venda do Cruz Azul Hidalgo, sua equipe subsidiária no Ascenso MX, que se mudou para Zacatepec com o nome de Zacatepec Siglo XXI, para o torneio Apertura. Os donos do Zacatepec 1948 decidiram comprar o Cruz Azul Hidalgo porque sua franquia caiu e o estádio "Agustín 'Coruco' Díaz" estava prestes a reabrir em agosto de 2015.
Após o término do torneio Clausura 2017, não havia mais recursos financeiros suficientes para manter o projeto Zacatepec Siglo XXI à tona, além do fato de que o apoio do estado de Morelos havia sido retirado. Foi assim que essa franquia desapareceu do futebol mexicano.
No entanto, em 31 de maio de 2017 foi confirmado que o clube Coras de Tepic de Ascenso MX deixaria a cidade de Tepic para mudar seu nome e sede para Zacatepec, tornando-se Club Atlético Zacatepec, equipe que fazia parte das empresas do México o magnata Jorge Vergara, dono do Club Deportivo Guadalajara. Ao final do torneio Ascenso MX Clausura 2019, foi anunciado que o Club Atlético Zacatepec deixaria de fazer parte do empresário Jorge Vergara e passaria para as mãos de Víctor Arana. O torneio Clausura 2020 ficou inacabado devido à pandemia do vírus SARS-COV-2, que causou grandes dificuldades econômicas na ainda chamada liga de promoção. Em 26 de junho de 2020, foi anunciada a transferência da franquia do Club Atlético Zacatepec para a cidade de Morelia, Michoacán, para se tornar o novo Atlético Morelia. No entanto, ainda existe com o nome "Selva Cañera" na Liga TDP. (4ª Divisão ) jogando em casa em Tlaquiltenango.

## Estádio

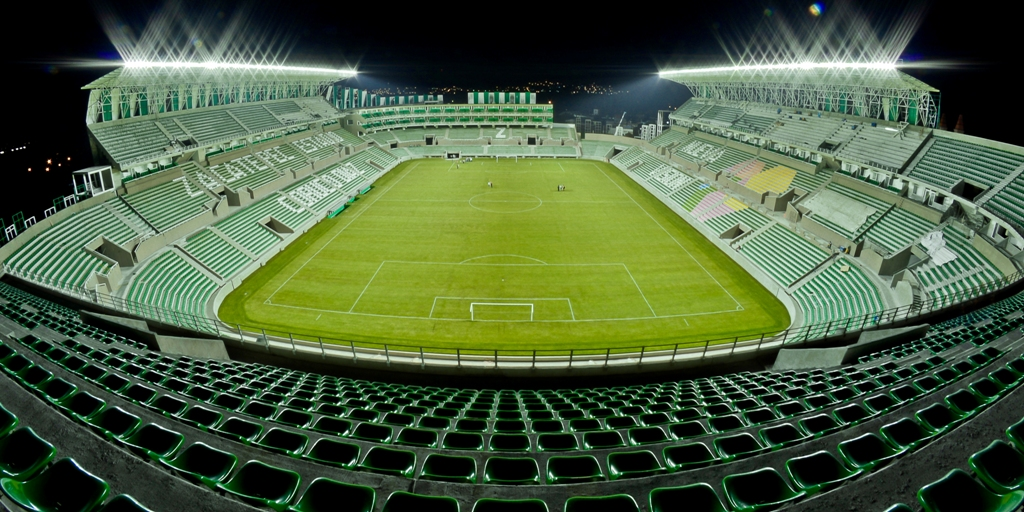
Estádio Agustín Coruco Díaz

O Estádio Agustín Coruco Díaz foi a casa do Zacatepec e tem capacidade para cerca de 24.443 espectadores. Recebeu esse nome em homenagem ao lateral Agustín Díaz, campeão com os Cañeros na década de 1950. O jogador sofria de leucemia, perdendo a luta contra ela no momento em que atingia o auge do futebol.
Embora tenha recebido o nome atual até 1964, há dados de que foi fundado por volta de 1948 para dar um importante passo dentro da região, pois a visão da época no Engenho era justamente canalizar a população trabalhadora para a fruição e prática do esporte. .
No total, o estádio já recebeu 4 finais da Primeira Divisão "A". Uma das características deste estádio é que o estádio Zacatepec sempre simbolizou uma garantia para a equipa, já que a equipa que veio a Zacatepec nunca saiu viva, graças à temperatura média de 35°C.
Para a inauguração de 2014, o estádio foi reformado, aumentando sua capacidade de 18.000 para 24.443 pessoas em poltronas individuais. É um estádio moderno que conta com camarotes, arquibancadas, iluminação, vestiários e banheiros, sala de imprensa, área comercial (restaurantes, cafeterias e lojas de artigos esportivos), estacionamento e área de lazer com fontes dançantes; Da mesma forma, o jardim municipal anexo (Parque Miguel Hidalgo) foi reabilitado de forma a ser um jardim para o estádio e para a cidade. Tudo isso para cumprir o Regulamento de Competição da Liga de Ascenso do México.

## Títulos
- Primera División de México: 1954-55, 1957-58
- Copa México: 1956-57, 1958-59.
- Segunda División de México: 1950-51, 1962-63, 1969-70, 1977-78, 1983-84.